# Gisostola quentini
Gisostola quentini är en skalbaggsart som beskrevs av Martins och Maria Helena M. Galileo 1989. Gisostola quentini ingår i släktet Gisostola och familjen långhorningar. Inga underarter finns listade i Catalogue of Life.